# 원판 덮기 문제
원판 덮기 문제는 찰스 T. 잔(Chales T. Zahn)이 1962년에 제안한 문제이다.
정수 {\displaystyle n}에 대해 단위원판을 덮을 수 있는 {\displaystyle n}개의 원판의 반지름으로 가장작은 실수{\displaystyle r(n)} 을 구하는 문제이다.
몇가지 값은 다음과 같다.
| n  | r(n)                                    |
| -- | --------------------------------------- |
| 1  | 1                                       |
| 2  | 1                                       |
| 3  | {\displaystyle 1/2*sqrt(3)}             |
| 4  | {\displaystyle 1/2*sqrt(2)}             |
| 5  | 0.609382...                             |
| 6  | 0.555905...                             |
| 7  | {\displaystyle 1/2}                     |
| 8  | 0.445041...                             |
| 9  | 0.414213... {\displaystyle 1/2*sqrt(3)} |
| 10 | 0.394930...                             |

## 다섯 원판 문제
다섯 원판 문제는 단위원판을 덮을 수 있는 {\displaystyle 5}개의 원판의 반지름으로 가장작은 실수 {\displaystyle r(5)}가 황금비의 역수인지를 논하는 문제이다. 원판이 정오각형의 꼭짓점에 있으면, 황금비의 역수가 된다. 더 작은 반례가 발견되었으며, 그 값은 약 0.609이다.

## 같이 보기
- 4색정리